# 孔雀十一
孔雀十一(α Pav / 孔雀座α)是孔雀座的最亮星，又称为孔雀星，亮度1.9等。孔雀十一是一颗分光雙星。
它在20世纪30年代后期由英國航海星曆局（HM Nautical Almanac Office）为皇家空军发行的航空星曆中被命名。在这本包含57个恒星的新航空星曆中，有2颗恒星没有经典的命名：海石一（船底座ε）和孔雀十一（孔雀座α）。但皇家空军坚持所有的恒星必须有专名，因此创造了两个新名称：孔雀座α被命名为孔雀，同时船底座ε被命名为Avior。